# Hostal la Granota
L'Hostal la Granota és una obra de Sils (Selva) inclosa a l'Inventari del Patrimoni Arquitectònic de Catalunya.

## Descripció
Es tracta d'un edifici de dues plantes i golfes, d'estructura basilical, amb coberta de vessants laterals i cornisa típica catalana. Les obertures són totes de llinda rectangular monolítica. La façana principal té un balcó amb barana de ferro forjat al centre, per damunt de l'entrada, que està formada per una estructura de fusta i vidre amb cortinetes, i flanquejada per dos petits arbres. Al costat dret d'aquesta porta, i entre l'altre porta de l'extrem, hi ha un banc de pedra adossat al mur de la façana. L'estructura de la masia més o menys es manté però els cossos laterals s'han allargat molt respecte a l'original per tal ampliar l'espai del restaurant. Cal destacar que en el mur lateral dret encara s'hi pot veure l'antic forn. El parament de l'edifici és arrebossat i pintat de blanc.
Als costats i al voltant de la casa hi ha tot un seguit de dependències annexes, entre les quals destaquen les antigues cavallerisses i el porxo format per un gran cobert de pedra, de quatre trams amb cinc arcs de mig punt de rajol, sostinguda per contraforts.
Completa el conjunt una Masia, anomenada Can Torrent, a la part del darrere.
Actualment es conserva perfectament la seva estructura original i continua en funcionament sota la forma de dos restaurants, un en l'edifici principal i l'altre, anomenat “Taverna”, al cos d'edificacions annex (cavallerisses) i al porxo.

## Història
Les primeres notícies documentals daten del 1705 i sembla que fan referència a la casa veïna de Cal Segador, a l'altre costat de la carretera. La tradició hostalera de la casa es remunta al segle xviii (Can Grabolosa), que formava part del complex situat a banda i banda de l'antic Camí Reial que duia a Barcelona per la costa del Maresme.